# Giovanni Carlone (1584-1631)

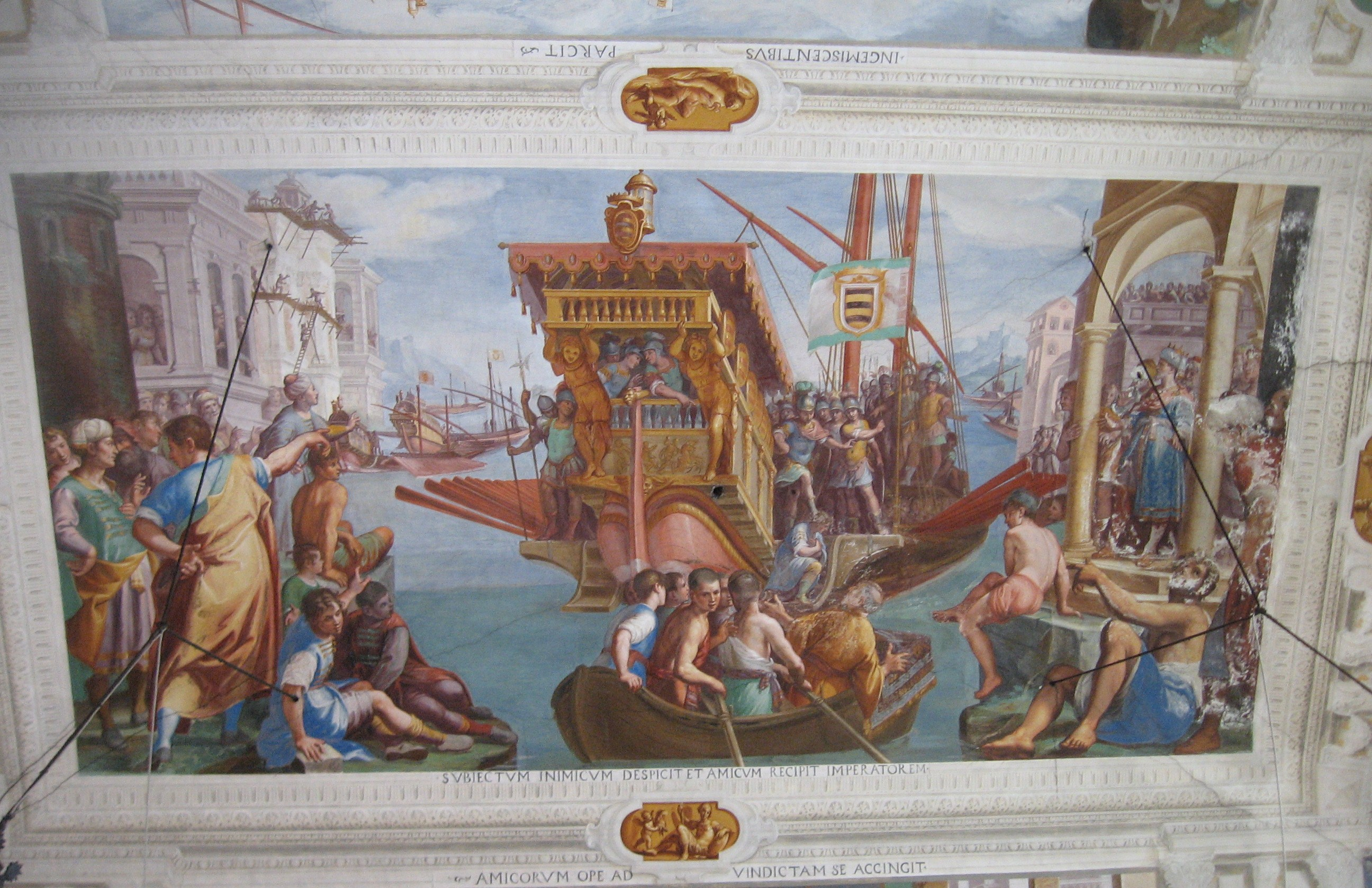
Villa Spinola di San Pietro a Sampierdarena, Imprese di Megollo Lercari

Giovanni Carlone o Carloni detto il Genovese (Genova, 1584 – Milano, 1631) è stato un pittore italiano di scuola barocca genovese.

## Biografia
Da non confondersi con il fratello minore quasi omonimo Giovanni Battista o con il nipote Giovanni Andrea (anch'essi pittori), la sua formazione artistica inizia nella bottega del padre Taddeo, scultore originario di Rovio nel Canton Ticino, e continua presso il pittore senese Pietro Sorri, presente a Genova fra il 1596 e il 1598. Successivamente si reca a perfezionare il suo stile prima a Roma e poi a Firenze presso lo studio di Domenico Cresti (detto Passignano). Nel 1609 torna a Genova dove sposa Ersilia, figlia del pittore Bernardo Castello.
Fra le sue prime imprese rilevanti sono le decorazioni ad affresco per importanti congregazioni religiose realizzate nel secondo decennio del seicento; in particolare il Crocifisso tra i ss. Bernardo e Longino nella parrocchiale di Albisola Marina e Storie di Gesù e di Maria nelle volte della chiesa del Gesù a Genova. Su commissione della famiglia Lomellini, negli anni trenta del Seicento è impegnato nell'affrescatura delle volte della Basilica della Santissima Annunziata del Vastato in collaborazione con il fratello Giovanni Battista. 

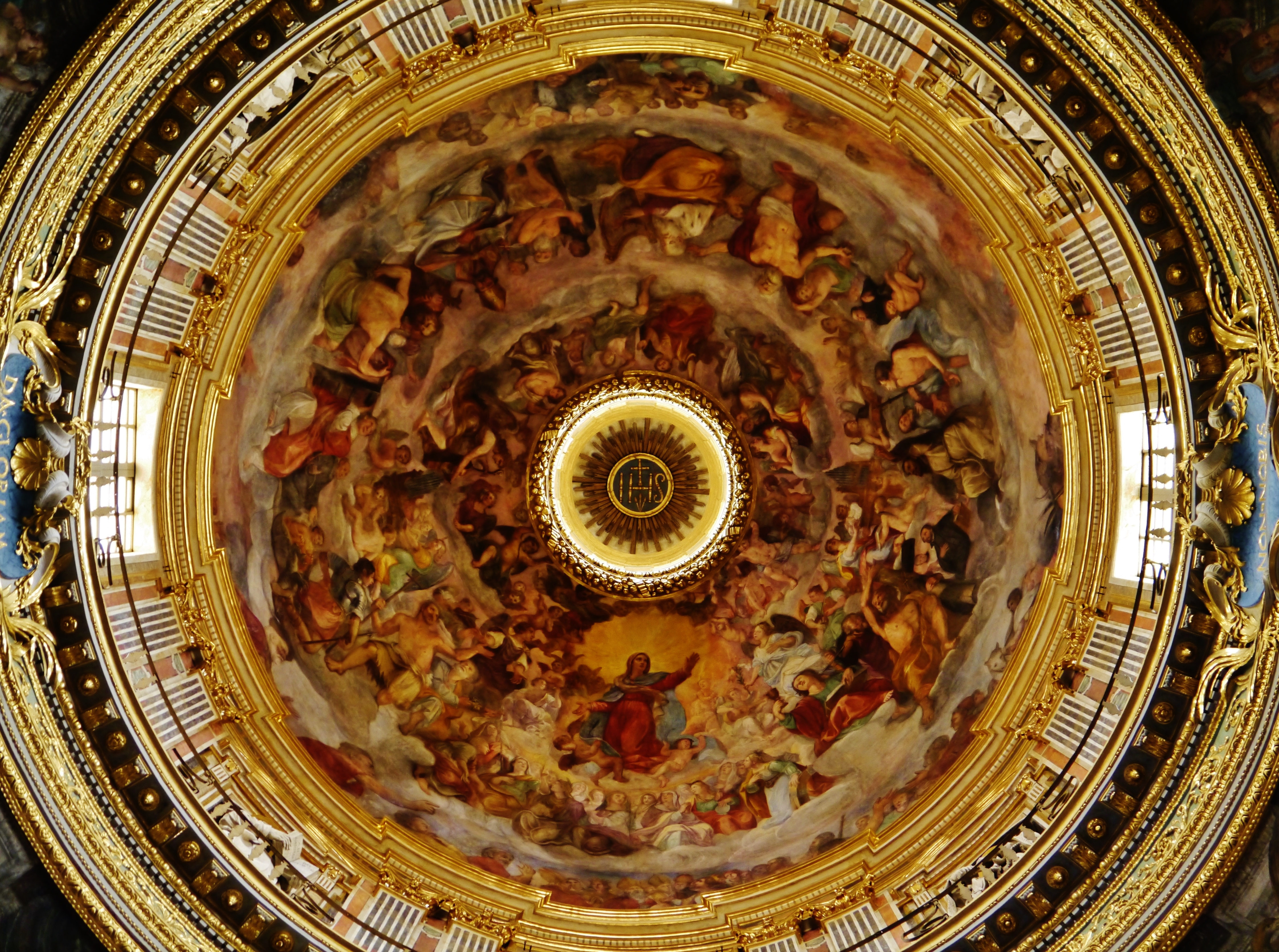
Genova, Chiesa del Gesù, Cupola

Su commissione delle maggiori famiglie patrizie genovesi, ne decora ad affresco i palazzi cittadini e le ville suburbane, fra cui: nella villa Spinola di San Pietro a Sampierdarena, Imprese di Megollo Lercari e la Fucina di Vulcano , nella villa Imperiale Scassi a Sampierdarena Sansone che strozza la fiera, i distrutti affreschi di palazzo Pallavicino in San Pancrazio, palazzo di Pantaleo Spinola in strada nuova.
Fra la più scarsa produzione di tele a olio, prevalentemente pale d'altare, si ricorda l'Assunzione nella cattedrale di Ventimiglia.
Chiamato a Milano con il fratello dai padri Teatini per la decorazione delle volte della chiesa di Sant'Antonio Abate, muore improvvisamente nel 1631.
Fu apprezzato dagli ordini religiosi per lo stile narrativo piano e aderente ai dettami della controriforma, appare attardato sui modi del tardo manierismo locale.

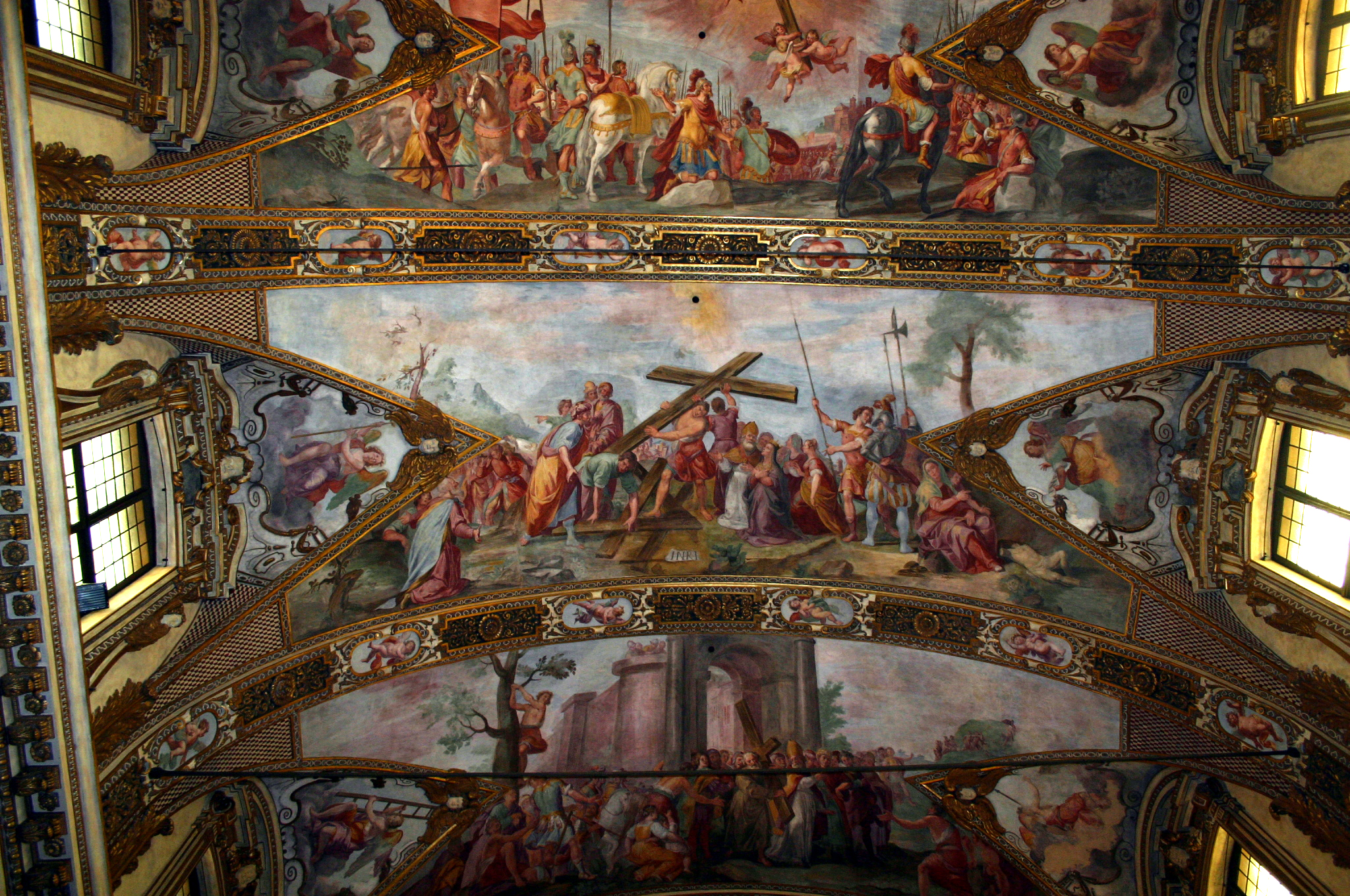
Volte della Chiesa di Sant'Antonio Abate (Milano)

## Opere
- 1607 - Providence (USA), Rhode Island School, disegno, Venere e Cupido;
- 1607 - Sampierdarena, Villa Imperiale Scassi detta La Bellezza, atrio d'accesso, affresco, Sansone che atterra il leone;
- 1609 - Nervi, Chiesa di Sant'Ilario, pala d'altare: Sant'Ilario;
- 1610 - Albissola Marina, Chiesa parrocchiale di Nostra Signora della Concordia, pala d'altare: Gesù Crocifisso con i Santi Bartolomeo, Longino e Giuda Taddeo;
- 1611 circa - Parodi Ligure, chiesa di San Remigio a Ca' de Piaggio, dipinto: la Resurrezione di Lazzaro.
- 1613 - Toirano, Chiesa parrocchiale di San Martino di Tours, Cappella Garassini, olio su tela: Pentecoste;
- 1613 - Rovio, Chiesa parrocchiale dei Santi Vitale ed Agata, Cappella maggiore, affreschi: Dio Padre Benedicente, Martirio di San Vitale, Martirio di San Vigilio; Cappella Carloni, pala d'altare: olio su tela: Crocifisso con la Vergine e i Santi Maria Maddalena, Giovanni Evangelista e Carlo Borromeo;
- 1615 - Rivarolo, Certosa, cupola, affresco: Dio Padre Benedicente; Cappella di San Bartolomeo, affreschi: Episodi della vita di San Bartolomeo; olio su tela: Madonna di Loreto e Santi;
- 1616 circa - Genova-Albaro, Villa Soprani-Camilla, affreschi, Scene dalle Metamorfosi di Ovidio; Storie di Ester;
- 1619 - Genova, Chiesa del Gesù e dei Santi Ambrogio e Andrea, Cappella Doria, pareti, affreschi, Storie dei Santi Stefano e Lorenzo; cappella dell'Immacolata, arcone, affreschi: Annunciazione, Sogno di San Giuseppe, Visitazione; Natività, Annunzio a San Gioacchino, Natività di Gesù;
- 1620 - Genova, Chiesa di San Rocco sopra Principe, volta del presbiterio, affreschi: Episodi della vita di San Rocco; Gloria di San Rocco;
- 1619-1620 - Ventimiglia, Cattedrale dell'Assunta, Cappella de Giudici, pala d'altare, olio su tela: Assunzione della Vergine;
- 1621 - Genova, Palazzo Centurione, cappellina, volta, affresco: Dio Padre Benedicente;
- 1622-1623 circa - Genova-Sampierdarena, Villa Spinola di San Pietro, varie sale, affreschi: Imprese di Megollo Lercari; atrio, affresco: Fucina di Vulcano;
- 1624 circa Genova, Chiesa dei Santi Ambrogio e Andrea, detta del Gesù, volta, transetti e cupola, affreschi: Storie di Cristo e della Vergine, Cappella Raggi, arcone, affreschi: Ecce Homo, Deposizione nel sepolcro, Resurrezione; volte del presbiterio, del transetto e della navata, affreschi: Entrata di Cristo a Gerusalemme, Adorazione dei Magi, Sollevamento della Croce, Incoronazione della Vergine, Ascensione, Giudizio Finale;
- 1624 circa - Genova-Sampierdarena, Chiesa parrocchiale di Santa Maria della Cella, affreschi: Episodi della vita della Vergine,
- 1625 - Genova, Basilica della Santissima Annunziata del Vastato, affresco: L'Adorazione dei Magi; Entrata a Gerusalemme; L'Orazione nell'orto degli ulivi;
- 1627 circa - Oristano, Chiesa dell'Immacolata, olio su tela: Immacolata Concezione e Santi;
- 1631 - Milano, chiesa di Sant'Antonio Abate, volta della navata, affreschi: La Croce appare a Costantino, La Prova della vera Croce, Eraclio riporta la Croce a Gerusalemme; volta del transetto, spazi intermedi, affreschi: Trionfo della Croce, Il Serpente di bronzo, Sacrificio di Isacco, Progenitori nel Paradiso terrestre, Passaggio del Mar Rosso (in collaborazione col fratello minore Giovanni Battista Carlone).